# Judith Hudson
Judith Hudson (ur. 20 kwietnia 1958) – australijska pływaczka, olimpijka.
Reprezentowała Australię na Letnich Igrzyskach Olimpijskich 1972, które odbyły się w Monachium. Następnie uczestniczyła w Letnich Igrzyskach Olimpijskich 1976 w Montrealu.